# Saint-Menges
Saint-Menges là một xã ở tỉnh Ardennes, thuộc vùng Grand Est ở phía bắc nước Pháp.